# Как боссу утёрли нос
«Как боссу утёрли нос» (англ. Yes, Boss) — индийская романтическая комедия, снятая режиссёром Азизом Мирзой и вышедшая в прокат 18 июля 1997 года. Главные роли исполнили Шахрух Хан, Джухи Чавла и Адитья Панчоли. По результатам кассовых сборов картина получила статус «выше среднего». Сюжет фильма позаимствован с голливудской романтической картины «Консьерж» (1993).

## Сюжет
Рахул — парень из среднего класса, работающий на богатого бизнесмена и помогающий ему скрывать многочисленные измены. Босс Рахула, Сиддхарт, похотливый человек, всё время изменяющий жене, на которой женился только ради денег.
Сима — амбициозная молодая девушка и начинающая модель. Рахул влюбляется в неё, но на Симу уже успел положить глаз Сиддхартх. Он обещает Рахулу сделать его главой новой фирмы в обмен на его любимую девушку…

## Роли
- Шахрух Хан — Рахул Джоши
- Джухи Чавла — Сима
- Адитья Панчоли[англ.] — Сиддхартх
- Гульшан Гровер[англ.] — Бхушан
- Джонни Левер  — Мадхав Адвани (мистер Мэд)
- Рима Лагу — мать Рахула
- Кашмира Шах — Шила, жена Сиддхартха
- Ашок Сараф — Джонни
- Махавир Шах — адвокат Шукла
- Ракеш Беди — сторож в женском общежитии
- Анант Махадеван — доктор
- Амрит Патель — дядя
- Кулбхушан Харбанда[англ.] — большой папа

## Саундтрек
| №  | Название                   | Исполнители             | Длительность |
| -- | -------------------------- | ----------------------- | ------------ |
| 1. | «Main Koi Aisa Geet Gaoon» | Абхиджит, Алка Ягник    | 5:11         |
| 2. | «Choodi Baji Hai Kahin»    | Удит Нараян, Алка Ягник | 5:05         |
| 3. | «Chaand Taare»             | Абхиджит                | 4:48         |
| 4. | «Suniye To»                | Абхиджит                | 5:12         |
| 5. | «Jaata Hai Tu Kahan»       | Абхиджит                | 5:35         |
| 6. | «Ek Din Aap»               | Кумар Сану, Алка Ягник  | 4:30         |

## Награды и номинации
- Filmfare Award за лучший мужской закадровый вокал — Абхиджит Бхаттачарья[англ.] («Mai Koi Aisa Geet»)[4]

Номинации
- Filmfare Award за лучшую мужскую роль — Шахрух Хан
- Filmfare Award за лучшую женскую роль — Джухи Чавла
- Filmfare Award за лучшее исполнение отрицательной роли — Адитья Панчоли[англ.]
- Filmfare Award за лучшую музыку к песне для фильма — Джатин-Лалит
- Filmfare Award за лучшие стихи к песне для фильма — Джавед Ахтар